# Microtendipes tusimabeceus
Microtendipes tusimabeceus är en tvåvingeart som beskrevs av Sasa och Suzuki 1999. Microtendipes tusimabeceus ingår i släktet Microtendipes och familjen fjädermyggor. Inga underarter finns listade i Catalogue of Life.